# Flakpanzer 38(t)

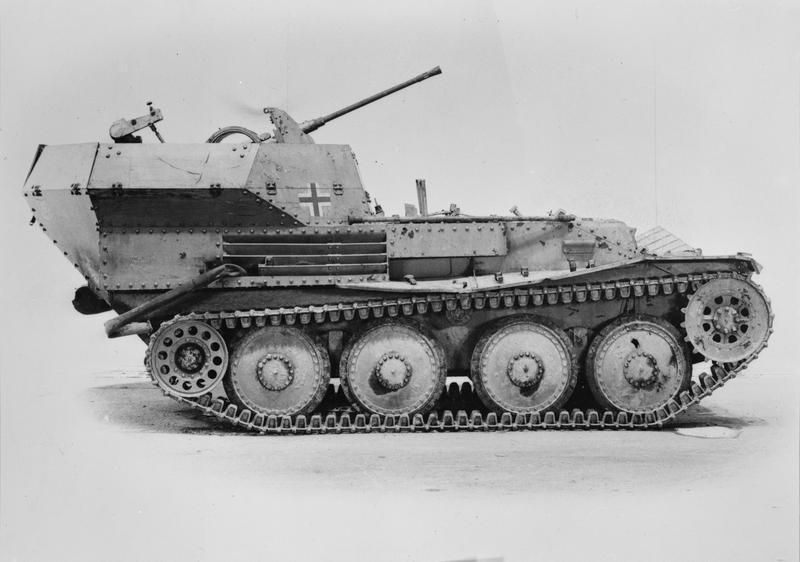
Seitensicht

Der Flakpanzer 38 (2cm) Ausf. L (Sd.Kfz. 140) war der erste für die deutsche Wehrmacht im Zweiten Weltkrieg in Serie gebaute Flugabwehrpanzer. Gefertigt Ende 1943 bis Februar 1944 kam er in den Abwehrkämpfen ab 1944 bei einigen motorisierten Verbänden als Begleitfahrzeug für Panzerverbände zum Einsatz.

## Hintergrund
Die deutsche Wehrmacht hatte sich bereits vor Kriegsbeginn mit Flugabwehrgeschützen auf Selbstfahrlafetten beschäftigt. Das Ergebnis war eine größere Anzahl von verschiedenen Halbkettenfahrzeugen, welche zumeist mit leichten Flugabwehrgeschützen versehen, die Operationen der deutschen Streitkräfte begleiteten und gemeinsam mit den Jagdflugzeugen der Luftwaffe, die deutschen Bodentruppen vor Angriffen gegnerischer Kampfflieger schützten. Im Jahr 1942 veränderte sich die Situation und die deutschen Truppen gerieten zunehmend in die Defensive, wobei der Schutz der immer wichtiger werdenden gepanzerten Truppenteile eine hohe Priorität hatte. In einem ersten Schritt erhielten die vorhandenen Selbstfahrlafetten, wo möglich, leichte Panzerungen. Die anfänglichen Konzepte für einen Flakpanzer, an denen ab Ende 1942 gearbeitet wurde, hatten wenig mit der technischen Leistungsfähigkeit der deutschen Rüstungsindustrie zu tun. 1943 wurde die Gefahr, die den deutschen Truppen durch die alliierten Luftwaffen, vor allem durch Tiefflieger drohte, immer akuter.

## Entwicklung
Nachdem die bisher gestarteten Entwicklungsprojekte nicht realisierbar waren und das Projekt auf Basis des geplanten Panzerkampfwagen Leopard eingestellt werden musste, da dieses Fahrzeug nicht produziert werden sollte, waren kurzfristige andere Lösungen erforderlich.
Das Heereswaffenamt beauftragte die Firma B.M.M. (Böhmisch-Mährische Maschinenfabrik AG) mit der Entwicklung einer Flugabwehr-Selbstfahrlafette auf einem Panzerfahrgestell der vom Panzerkampfwagen 38 (t) abstammenden Fahrzeugserie. Die Ingenieure von B.M.M. wählten die aktuelle Fahrzeugwanne des Panzerjäger 38(t) für 7,5-cm-Pak 40/3 Ausf. M aus. Bei diesem Fahrzeug hatte man bereits für den Geschützwagen 38 Ausf. K den Motorblock und den Kraftstofftank in die Mitte der Fahrzeugwanne verlegt, damit man im hinteren Teil des Fahrzeugs Platz für einen Kampfraum erhielt.
Die vorzunehmenden Änderungen betrafen in erster Linie eine Sockellafettierung für die unterzubringende 2-cm-Flak 38 und den Entwurf eines Panzeraufbaus mit mittig abklappbaren Panzerplatten. Die Waffe sollte um 360° seitenrichtbar sein und auch Bodenziele bekämpfen können.
B.M.M. lieferte einen Entwurf, welcher die Anforderungen des HWA erfüllte und ein kurzfristiger Auftrag über 150 Fahrzeuge wurde platziert, um den dringlichen Bedarf der Panzerdivisionen so schnell wie möglich zu bedienen.

## Technische Beschreibung
Zum Einsatz kam eine speziell für Selbstfahrlafetten modifizierte Wanne die bereits beim Marder III Ausführung M zum Einsatz kam. Der Motor wurde in die Mitte des Fahrzeuges verlegt, um Platz für die Geschützaufnahme im hinteren Bereich zu schaffen. Der obere Bereich der Wanne wurde umgestaltet mit einer abgeschrägten, dünn gepanzerten, Bugplatte und abgesetztem Fahrererker mit Ausstiegsluke. Der vorherige Motorraum wurde durch eine Stahlplatte verschlossen, die etwa 55 cm tief in den Boden eingelassen wurde. Unter der Platte befanden sich Fächer für Munition und Ausrüstung, die über Klappen erreicht werden konnten.
Als Bewaffnung diente die 2-cm-Flak 38, die auch gegen Bodenziele eingesetzt werden konnte. Die Besatzung bestand aus vier Mann (Fahrer, Kommandant, Richtschütze, Ladeschütze).

## Produktion
Die ersten Fahrzeuge verließen im November 1943 das Werk. Es wurden produziert: November 1943 (50), Dezember 1943 (37), Januar 1944 (41) und 13 im Februar 1944. Die Fertigung wurde vorzeitig eingestellt und die restlichen 10 Wannen wurden für den Bau von Artillerieselbstfahrlafetten verwendet.
Zwischen November 1943 und Februar 1944 wurden also 141 Flakpanzer 38(t) Ausf. L von BMM hergestellt.

## Einsatz
Diese leichten Flugabwehrpanzer wurden den gepanzerten Verbänden zugeteilt, um Luftangriffe auf die Panzerverbände während des Einsatzes abzuwehren. Hierzu wurden mit dem Kriegsstärkenachweis 1195 jeweils 12 der Fahrzeuge in Panzer-Fla-Zügen organisiert und einer Reihe von Verbänden zugeteilt.

Die Planung vom 10. Februar bis zum 12. April 1944 war die Zuteilung bei der 2. Panzer-Division, Panzer Lehr Division, 21. Panzer-Division, 90. Panzergrenadier-Division, 26. Panzer-Division, 10. SS-Panzer-Division, 9. SS-Panzer-Division, 29. Panzergrenadier-Division, Panzer-Division „Hermann Göring“ und der 12. SS-Panzer-Division. Die beiden Einheiten, welche für die 9. und 10. SS-Panzer-Division gedacht waren, wurden stattdessen der 1. SS-Panzer-Division und 2. SS-Panzer-Division zugeteilt. Eine letzte Aufstellung erfolgte für die 17. SS-Panzergrenadier-Division am 19. Juni 1944. Diese übernahm am 18. September 1944 eine Gruppe von 8 Fahrzeugen, welche eigentlich an die 10. SS-Panzer-Division gehen sollten.

Es wurden also 48 Flakpanzer 38 zu Verbänden geschickt, welche in Italien kämpften und eine Stärkemeldung vom 15. März 1945 zeigt noch 21 dieser Fahrzeuge im Bestand. Alle 84 Fahrzeuge die Einheiten der Heeresgruppe B und Heeresgruppe G angehörten und im Westen standen gingen zwischen dem 6. Juni und Ende August 1944 verloren. Nur drei Flakpanzer 38 für die 2. Panzer-Division und sechs Fahrzeuge der 17. SS-Panzer-Division sind in einer Stärkemeldung von 1. Dezember 1944 zu finden.

Die unmittelbar in der Normandie eingesetzten Fahrzeuge gehörten zu den Panzer-Fla Zügen der Regimentsstäbe 3, 33, Panzer Lehr und SS-Panzer Regiment 1.